# Synodontium monhystera
Synodontium monhystera är en rundmaskart som beskrevs av Gerlach 1953. Synodontium monhystera ingår i släktet Synodontium och familjen Axonolaimidae. Inga underarter finns listade i Catalogue of Life.